# 7318 Dyukov
7318 Dyukov è un asteroide della fascia principale. Scoperto nel 1969, presenta un'orbita caratterizzata da un semiasse maggiore pari a 2,6131151 UA e da un'eccentricità di 0,1784819, inclinata di 13,80264° rispetto all'eclittica.